# Landtagswahlkreis Märkisch-Oderland I/Oder-Spree IV
Der Wahlkreis Märkisch-Oderland I/Oder-Spree IV (Wahlkreis 31) ist ein Landtagswahlkreis in Brandenburg. Er umfasst die Gemeinden Hoppegarten und Neuenhagen bei Berlin aus dem Landkreis Märkisch-Oderland sowie die Stadt Erkner und die Gemeinden Schöneiche bei Berlin und Woltersdorf aus dem Landkreis Oder-Spree. Wahlberechtigt waren bei der letzten Landtagswahl 58.809 Einwohner.

## Landtagswahl 2024
Bei der Landtagswahl 2024 wurde Jörg Vogelsänger im Wahlkreis direkt gewählt.
Die weiteren Wahlkreisergebnisse:
| Gegenstand der Nachweisung | Gegenstand der Nachweisung | Erst- stimmen | Erst- stimmen | Zweit- stimmen | Zweit- stimmen |
| Bewerber                   | Partei                     | Anzahl        | %             | Anzahl         | %              |
| -------------------------- | -------------------------- | ------------- | ------------- | -------------- | -------------- |
| Wahlberechtigte            | Wahlberechtigte            | 58.809        | 58.809        | 58.809         | 58.809         |
| Wählende                   | Wählende                   | 44.268        | 75,3 %        | 44.268         | 75,3 %         |
| Ungültige Stimmen          | Ungültige Stimmen          | 531           | 1,2 %         | 333            | 0,8 %          |
| Gültige Stimmen            | Gültige Stimmen            | 43.737        | 98,8 %        | 43.935         | 99,2 %         |
| davon                      |                            |               |               |                |                |
| Jörg Vogelsänger           | SPD                        | 14.282        | 32,7 %        | 13.066         | 29,7 %         |
| Rainer Galla               | AfD                        | 12.410        | 28,4 %        | 11.262         | 25,6 %         |
| André Schaller             | CDU                        | 7.104         | 16,2 %        | 5.350          | 12,2 %         |
| Faina Dombrowski           | GRÜNE                      | 1.376         | 3,1 %         | 2.086          | 4,7 %          |
| Fritz Viertel              | Die Linke                  | 3.039         | 6,9 %         | 1.546          | 3,5 %          |
| Rico Obenauf               | BVB/FW                     | 4.067         | 9,3 %         | 1.455          | 3,3 %          |
| Laura Jasmin Iden          | FDP                        | 547           | 1,3 %         | 377            | 0,9 %          |
| –                          | Tierschutzpartei           | -             | -             | 908            | 2,1 %          |
| Thomas Löb                 | Plus (Piraten, ÖDP, Volt)  | 912           | 2,1 %         | 509            | 1,2 %          |
| –                          | BSW                        | -             | -             | 7.094          | 16,1 %         |
| –                          | III. Weg                   | -             | -             | 34             | 0,1 %          |
| –                          | DKP                        | -             | -             | 32             | 0,1 %          |
| –                          | DLW                        | -             | -             | 105            | 0,2 %          |
| –                          | WU                         | -             | -             | 111            | 0,3 %          |

## Landtagswahl 2019
Bei der Landtagswahl 2019 wurde Jörg Vogelsänger im Wahlkreis direkt gewählt.
Die weiteren Wahlkreisergebnisse:
| Direktkandidat      | Partei    | Erststimmen in % | Zweitstimmen in % |
| ------------------- | --------- | ---------------- | ----------------- |
| Jörg Vogelsänger    | SPD       | 22,5             | 23,9              |
| Franziska Schneider | Die Linke | 17,2             | 14,7              |
| Jan-Peter Bündig    | CDU       | 14,2             | 12,9              |
| Erdmute Scheufele   | GRÜNE     | 12,3             | 12,7              |
| Claudia Schubert    | FDP       | 3,2              | 3,8               |
|                     | ÖPD       |                  | 0,8               |
| Philip Zeschmann    | BVB/FW    | 11,8             | 8,0               |
|                     | Tiersch.  |                  | 2,5               |
|                     | V-Partei  |                  | 0,3               |
| Ute Bienia-Habrich  | AfD       | 18,8             | 19,9              |
|                     | PIRATEN   |                  | 0,5               |

## Landtagswahl 2014
Bei der Landtagswahl 2014 wurde Jörg Vogelsänger im Wahlkreis direkt gewählt.
Die weiteren Wahlkreisergebnisse:
| Direktkandidat            | Partei    | Erststimmen in % | Zweitstimmen in % |
| ------------------------- | --------- | ---------------- | ----------------- |
| Jörg Vogelsänger          | SPD       | 29,8             | 28,3              |
| Bernd Sachse              | Die Linke | 24,9             | 25,0              |
| Corinna Fritzsche-Schnick | CDU       | 17,6             | 18,0              |
| Michael Jungclaus         | GRÜNE     | 8,3              | 7,5               |
| Christine Juschka         | FDP       | 1,6              | 1,4               |
|                           | NPD       |                  | 1,4               |
| Philip Zeschmann          | BVB/FW    | 7,1              | 4,5               |
|                           | REP       |                  | 0,2               |
|                           | DKP       |                  | 0,3               |
| Christina Schade          | AfD       | 10,9             | 11,8              |
|                           | PIRATEN   |                  | 1,6               |

## Landtagswahl 2009
Bei der Landtagswahl 2009 wurde Renate Adolph im Wahlkreis direkt gewählt.
Die weiteren Wahlkreisergebnisse:
| Direktkandidat     | Partei              | Erststimmen in % | Zweitstimmen in % |
| ------------------ | ------------------- | ---------------- | ----------------- |
| Gunter Fritsch     | SPD                 | 25,6             | 28,8              |
| Renate Adolph      | Die Linke           | 34,0             | 31,3              |
| Dierk Homeyer      | CDU                 | 21,0             | 17,9              |
| -                  | DVU                 | -                | 01,2              |
| Michael Jungclaus  | GRÜNE               | 08,4             | 07,6              |
| Maurice Birnbaum   | FDP                 | 06,8             | 08,3              |
| -                  | 50 Plus             | -                | 00,5              |
| -                  | DKP                 | -                | 00,1              |
| -                  | REP                 | -                | 00,2              |
| -                  | Die-Volksinitiative | -                | 00,1              |
| Andreas Kavalir    | NPD                 | 02,4             | 02,0              |
| -                  | RRP                 | -                | 00,4              |
| Hans-Jürgen Malirs | Freie Wähler        | 01,8             | 01,5              |

## Landtagswahl 2004
Die Landtagswahl 2004 hatte folgendes Ergebnis:
| Direktkandidat  | Partei          | Erststimmen in % | Zweitstimmen in % |
| --------------- | --------------- | ---------------- | ----------------- |
| Joachim Schulze | SPD             | 29,5             | 31,6              |
| Dierk Homeyer   | CDU             | 20,8             | 18,7              |
| Renate Adolph   | PDS             | 32,8             | 30,3              |
| –               | DVU             | –                | 04,2              |
| Susanne Brase   | Grüne           | 05,3             | 04,7              |
| Lutz Kumlehn    | FDP             | 03,2             | 03,1              |
| Norbert Bürger  | AfW             | 01,8             | 00,9              |
| Franz Rudolf    | AUB-Brandenburg | 02,8             | 01,5              |
| –               | DKP             | –                | 00,2              |
| Hartmut Schwarz | Graue           | 02,3             | 01,4              |
| –               | Familie         | –                | 01,9              |
| –               | 50Plus          | –                | 00,5              |
| –               | JA              | –                | 00,3              |
| René Rothe      | Offensive D     | 01,6             | 00,5              |
| –               | BRB             | –                | 00,3              |